# Product Red
Product Red (стилизованно (PRODUCT)RED™) — компания, целью которой является сбор средств для глобального фонда борьбы со СПИДом, туберкулёзом, COVID-19 и малярией. Была основана в 2006 году солистом группы U2 Боно и Робертом «Бобби» Шрайвером из ONE Campaign/DATA.

## Сотрудничество
Продукцию с приставкой (RED) в названии выпускают следующие компании: Apple Inc., Nike, American Express (UK), Starbucks, Converse, Head, Bugaboo, Penguin Classics (UK & International), Gap, Armani, Shazam, Hallmark Cards (US), SAP, Beats by Dr. Dre, Supercell., Microsoft (только Windows Vista).